# Totò contro i quattro
Totò contro i quattro è un film italiano del 1963 diretto da Steno.

## Trama
Roma, la giornata dell'integerrimo commissario Antonio Saracino inizia male: la sua automobile nuova, una Fiat 1100, è stata rubata nella notte. Il commissario, avvisato del fatto che una scatola di medicinali che aveva ordinato dall'estero è stata fermata alla dogana, si reca dall'ispettore di dogana Mastrillo. Questi si mostra intransigente con il commissario e non gli permette di avere un trattamento di favore. In seguito il commissario si reca in un negozio di abbigliamento intimo femminile per procurare a sé e al brigadiere Di Sabato i travestimenti per un altro caso. Con sua sorpresa, scopre che il negozio, pur essendo intestato a una donna, è gestito dallo stesso ispettore Mastrillo che utilizza questo illecito sistema per aggirare l'incompatibilità tra il suo ruolo pubblico e la proprietà del negozio. Quindi Mastrillo confessa al commissario di essere riuscito a truffare all'amministrazione doganale oltre un miliardo di lire, e propone al commissario di entrare anche lui nel giro. Quest'ultimo però, dopo aver finto un interesse nell'affare, gli rivela di aver registrato l'intera conversazione tramite un microfono nascosto e lo fa arrestare.
Il cavalier Alfredo Fiore, in base alla testimonianza del suo pappagallo, sostiene che sua moglie lo tradisca con un veterinario, il dottor Cavallo, e vuole che la polizia indaghi: il commissario però lo manda via in malo modo. Ben presto, però, il cavaliere torna denunciando un tentativo di avvelenamento: anche stavolta il commissario lo fa allontanare.
Il colonnello La Matta, sedicente investigatore privato, rivela al commissario di aver scoperto che in una villa isolata entrano ogni giorno molte ragazze, senza più uscirne. Fingendosi imbianchini, i due riescono a entrare, scoprendo che si stanno girando delle scene horror di un fotoromanzo. A completare il quadro, arrivano gli infermieri di un manicomio che portano via La Matta, che in realtà è un pazzo scappato dalla casa di cura.
L'ultimo caso è quello del commendator Lancetti, ricattato da un uomo misterioso. Il commissario, sospettando fin da subito che il commendatore nasconda qualcosa di ben più grave, consiglia al commendatore di fingere di accettare il ricatto e di recarsi a Villa Borghese, luogo concordato per la consegna. Qui il commissario, travestito da prostituta, scopre che il ricattatore è il cognato del commendatore, ma scopre anche che il ricattato è un falsario in quanto ha portato con sé banconote false, e quindi arresta entrambi.
Dopo l'arresto dei due, un agente di polizia viene ad avvertire il commissario che la sua auto è stata ritrovata. La vettura era stata rubata da una banda di ladri che un prete, don Amilcare, cerca di redimere da un lato e di proteggere dal commissario dall'altro. Il prete è nell'automobile del commissario con uno dei ladri, detto Pecorino, e la sta riportando al proprietario. Inizialmente il commissario crede che don Amilcare sia complice dei ladri, ma quando questo gli consegna l'automobile si convince della sua innocenza. Pecorino, nel frattempo, dopo aver promesso al sacerdote di smettere di rubare, è andato via. Incontra però alcuni amici, che lo convincono a tentare un ultimo colpo. Trovano l'automobile del commissario e qui scoprono che dentro ci sono don Amilcare e il commissario Saracino, ancora travestito da donna, che in quel momento accusa un lieve malore e il prete decide di portarlo da un medico. Erroneamente convinto che don Amilcare abbia ceduto alle debolezze del gentil sesso, Pecorino decide di rimangiarsi la promessa fatta al prete e continuerà la sua carriera di ladruncolo.

## Fonti di ispirazione
Il commissario Antonio Saracino, interpretato da Totò, affronta tre vicende ispirate a reali casi di cronaca, avvenuti poco tempo prima. Nino Taranto impersona il corrotto ispettore Mastrillo, che richiama la figura dell'ispettore di dogana Cesare Mastrella, che riuscì a truffare allo Stato una somma quantificata in 750.150.000 lire. Il caso del presunto bitter avvelenato, su cui la vittima Peppino De Filippo ha dei sospetti, è invece ispirato al delitto del bitter avvelenato che, nell'agosto del 1962, fu inviato per posta a un commerciante di Arma di Taggia dall'amante della moglie, e che, in quella circostanza, fu fatalmente bevuto dalla vittima. Inoltre, il sedicente colonnello La Matta, presente nell'episodio della villa misteriosa, cita il celebre caso criminale francese di Henri Landru, che a inizio del ventesimo secolo si rese colpevole dell'omicidio di almeno dieci donne abbienti e sole. Dopo averle sedotte e derubate, le portava nella sua villa dove le uccideva e ne faceva sparire i corpi.